# Anthicus antherinus

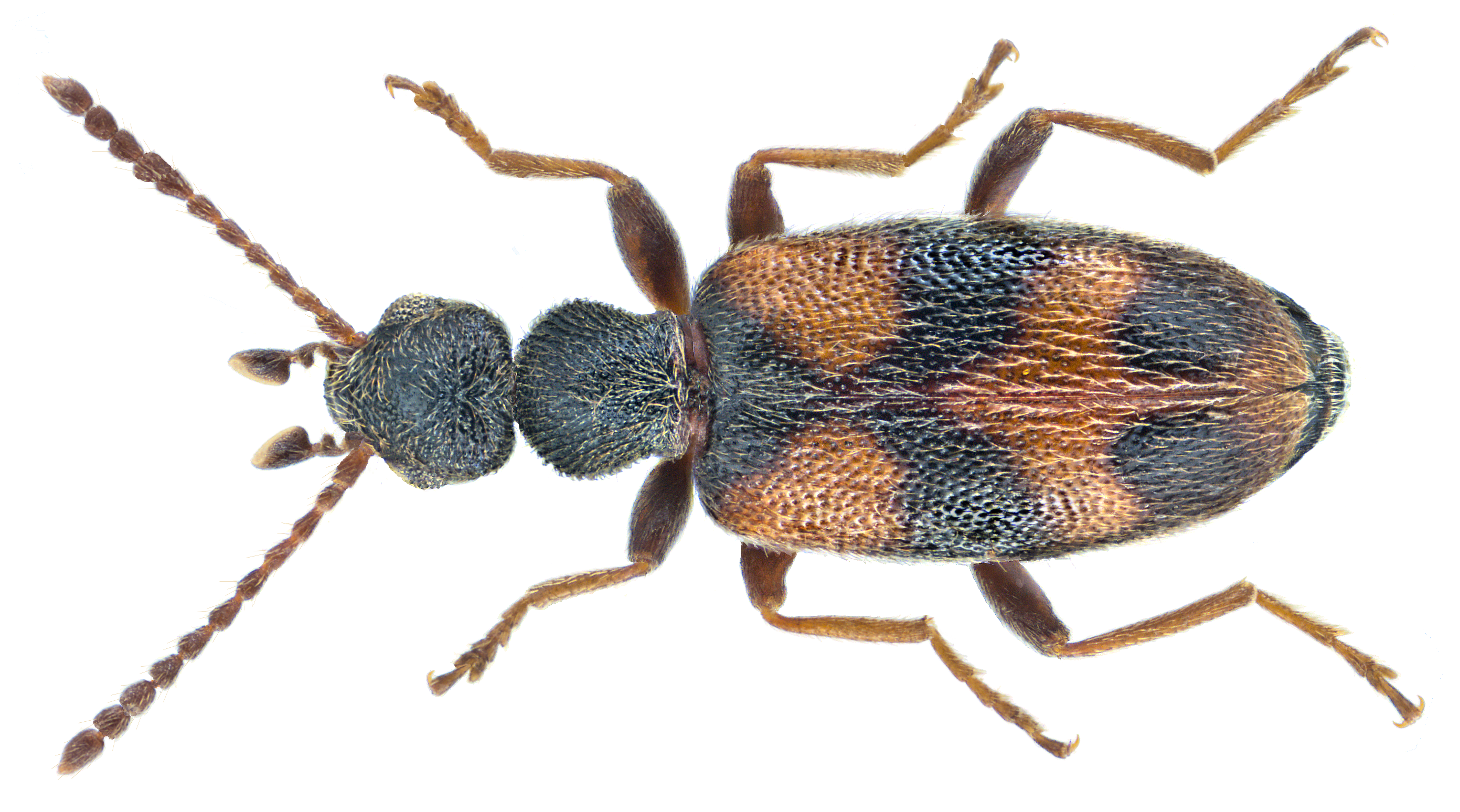
Präparat

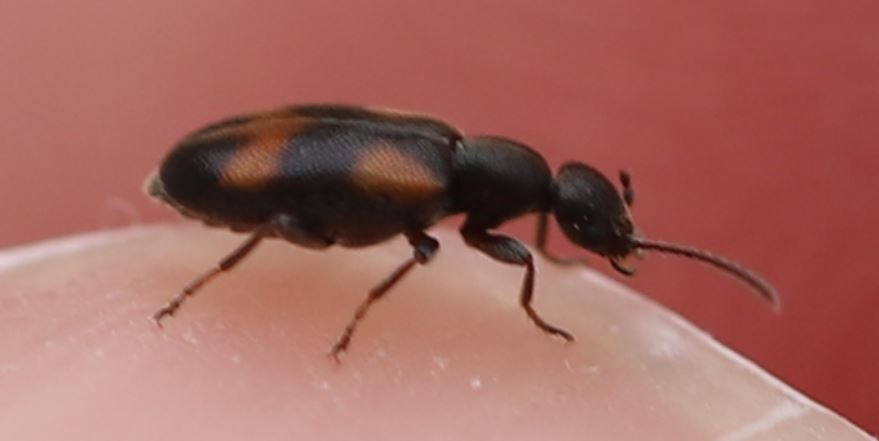
Seitenansicht

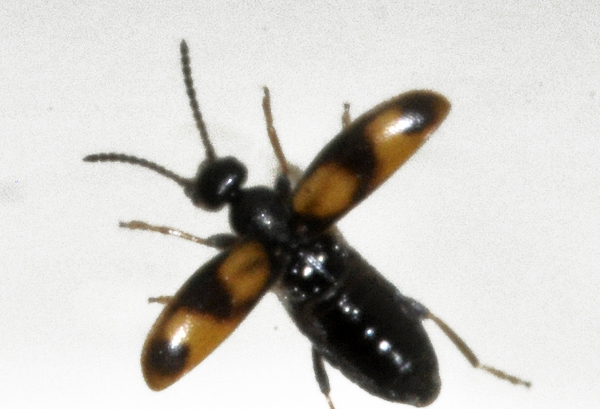
Käfer mit ausgebreiteten Flügeldecken

Anthicus antherinus ist ein Käfer aus der Familie der Blütenmulmkäfer (Anthicidae). Im Deutschen wird er auch als Rotflecken-Blütenmulmkäfer bezeichnet.

## Beschreibung
Die schwarzen Käfer sind 3–3,5 mm lang. Kopf und Halsschild sind dicht und fein punktiert. Die Flügeldecken weisen einen gelb-rötlichen Schulterfleck auf. Im hinteren Drittel der Flügeldecken befindet sich eine gelb-rötliche Querbinde, die jedoch nicht bis zum äußeren Rand reicht. Die Beine können sowohl schwarz als auch rötlich gefärbt sein.

## Verbreitung
Die Käferart ist in der Paläarktis heimisch. In Europa ist sie weit verbreitet. Im Norden reicht das Vorkommen bis nach Fennoskandinavien und nach England und Wales, im Süden bis in den Mittelmeerraum und nach Nordafrika. Im Osten reicht das Vorkommen über den Nahen Osten bis nach Zentralasien (Afghanistan). Anthicus antherinus gilt in Mitteleuropa als die zweithäufigste Art der Blütenmulmkäfer.

## Lebensweise
Die Käfer kann man das ganze Jahr über beobachten. Sie überwintern in der Laubschicht oder an anderen geschützten Stellen. Die Käfer weisen zwei Aktivitätsperioden im Jahr auf, die eine von April bis Juni sowie die andere von August bis September. Man findet sie häufig an sandigen Gewässerufern sowie in verschiedenen Biotopen mit Sandboden. Die Fortpflanzung findet gewöhnlich im Frühjahr statt. Die saprophagen Larven ernähren sich hauptsächlich von Pflanzenresten. Die ausgewachsenen Käfer sind polyphag. Sie fressen u. a. die Pollen und den Nektar von Doldenblütlern.

## Taxonomie
Die Art wurde 1761 von Carl von Linné als Meloe antherinus erstbeschrieben.
Es werden die folgenden beiden Unterarten unterschieden:
- Anthicus antherinus antherinus (Linnaeus, 1761)
- Anthicus antherinus syriae Pic, 1892